# Myrtjärnen (Gagnefs socken, Dalarna)
Myrtjärnen är en sjö i Gagnefs kommun i Dalarna och ingår i Dalälvens huvudavrinningsområde. Sjön har en area på 0,0455 kvadratkilometer och ligger 214,1 meter över havet.